# Episteme tatsienlouica
Episteme tatsienlouica är en fjärilsart som beskrevs av Hanan Bytinski-salz 1939. Episteme tatsienlouica ingår i släktet Episteme och familjen nattflyn. Inga underarter finns listade i Catalogue of Life.